# سازمان زمین‌شناسی ایالات متحده آمریکا

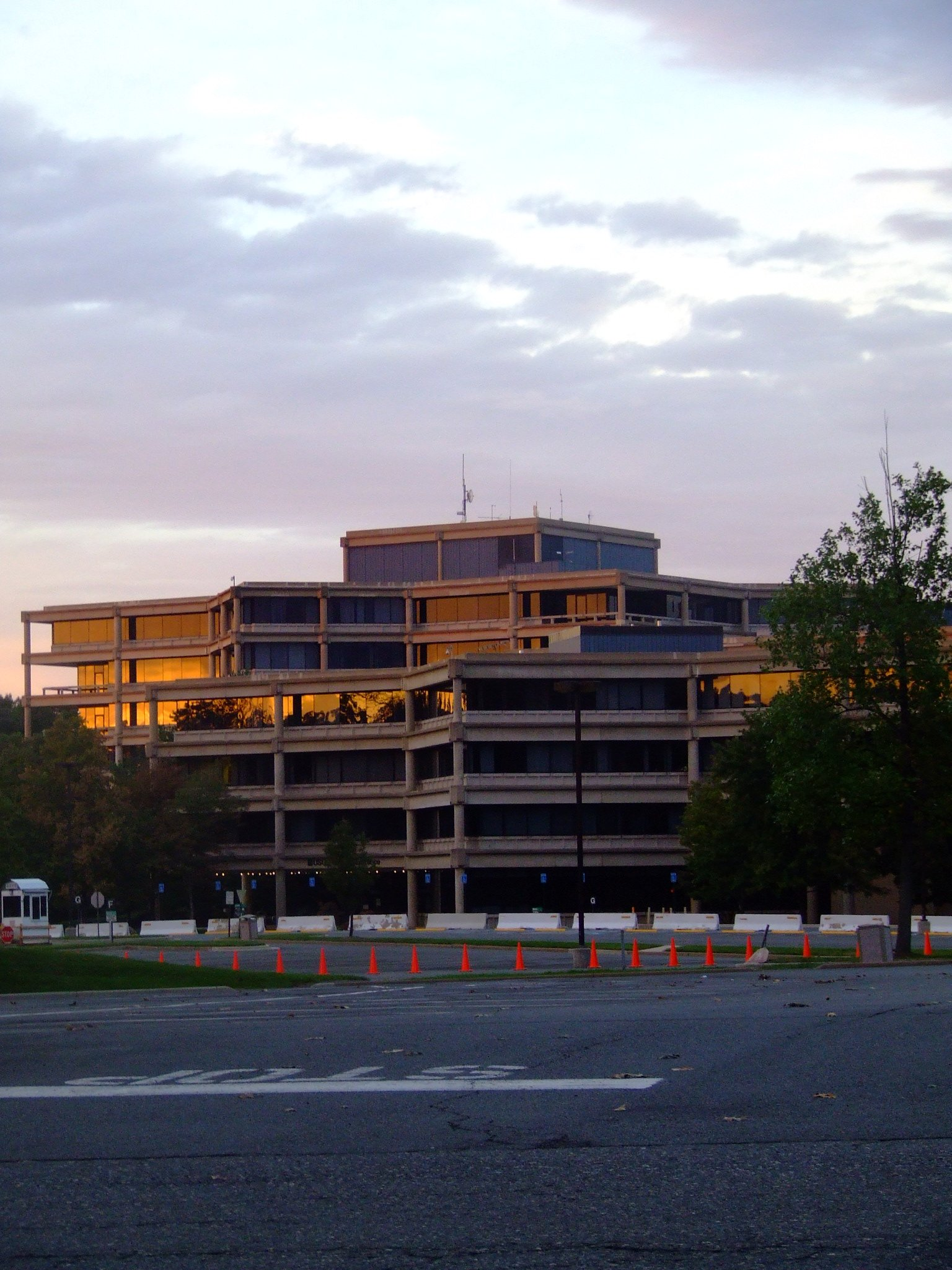
ستاد سازمان زمین‌شناسی ایالات متحده آمریکا

سازمان زمین‌شناسی ایالات متحده آمریکا (به انگلیسی: The United States Geological Survey) یا به اختصار یواس‌جی‌اس (به انگلیسی: USGS)، یک سازمان دولتی وابسته به دولت آمریکا است.
علاوه بر نقشه‌برداری و مطالعات زمین‌شناسی، بررسی و مطالعه منابع طبیعی و بلایای طبیعی از دیگر وظایف این سازمان است.
در این سازمان متخصصانی از علوم زیست‌شناسی، جغرافیا، زمین‌شناسی و آب‌شناسی به کار اشتغال دارند. سازمان نقشه‌برداری‌های زمین‌شناسی آمریکا، یک سازمان پژوهشی است و هیچ‌گونه وظیفه قانونگذاری و نظارتی ندارد.
این سازمان زیرمجموعه وزارت کشور ایالات متحده آمریکا است و دفتر مرکزی آن در شهر رستون واقع در ایالت ویرجینیا واقع است.